# Nieuwe Administratieve Hoofdstad van Egypte
De Nieuwe Administratieve Hoofdstad (Engels: New Administrative Capital, afgekort NAC) van Egypte (niet te verwarren met het meer naar het westen gelegen Nieuw Caïro) is een Egyptische stad in aanbouw, gelegen op ruim 40 km ten oosten van Caïro en zo'n 110 km ten westen van Suez-stad. De nieuwe hoofdstad ligt aan de rand van de regio Groot-Caïro. De stad is vanaf 2022 de hoofdstad van Egypte en zal uiteindelijk zo'n 6,5 miljoen inwoners tellen in 2050.
De eerste constructiewerken startten in 2015. In 2019 zijn de Koptische Geboortekathedraal en de Al-Fattah Al-Aleemmoskee voltooid. De kathedraal is de grootste oriëntaals-orthodoxe kerk ter wereld. De moskee is de op een na grootste moskee ter wereld, na de Al-Masjid al-Haram in Mekka. Een groot deel van het zakencentrum werd in 2023 opgeleverd, inclusief het hoogste gebouw van continent Afrika.
De stad wordt gebouwd als een slimme stad. Een belangrijk middel van transport in de stad is de in 2022 geopende voorstadspoorweg genaamd "LRT" en een monorail die in opbouw is. Zowel de "LRT" als de monorail verbinden ook Caïro met de nieuwe hoofdstad.

## Afbeeldingen

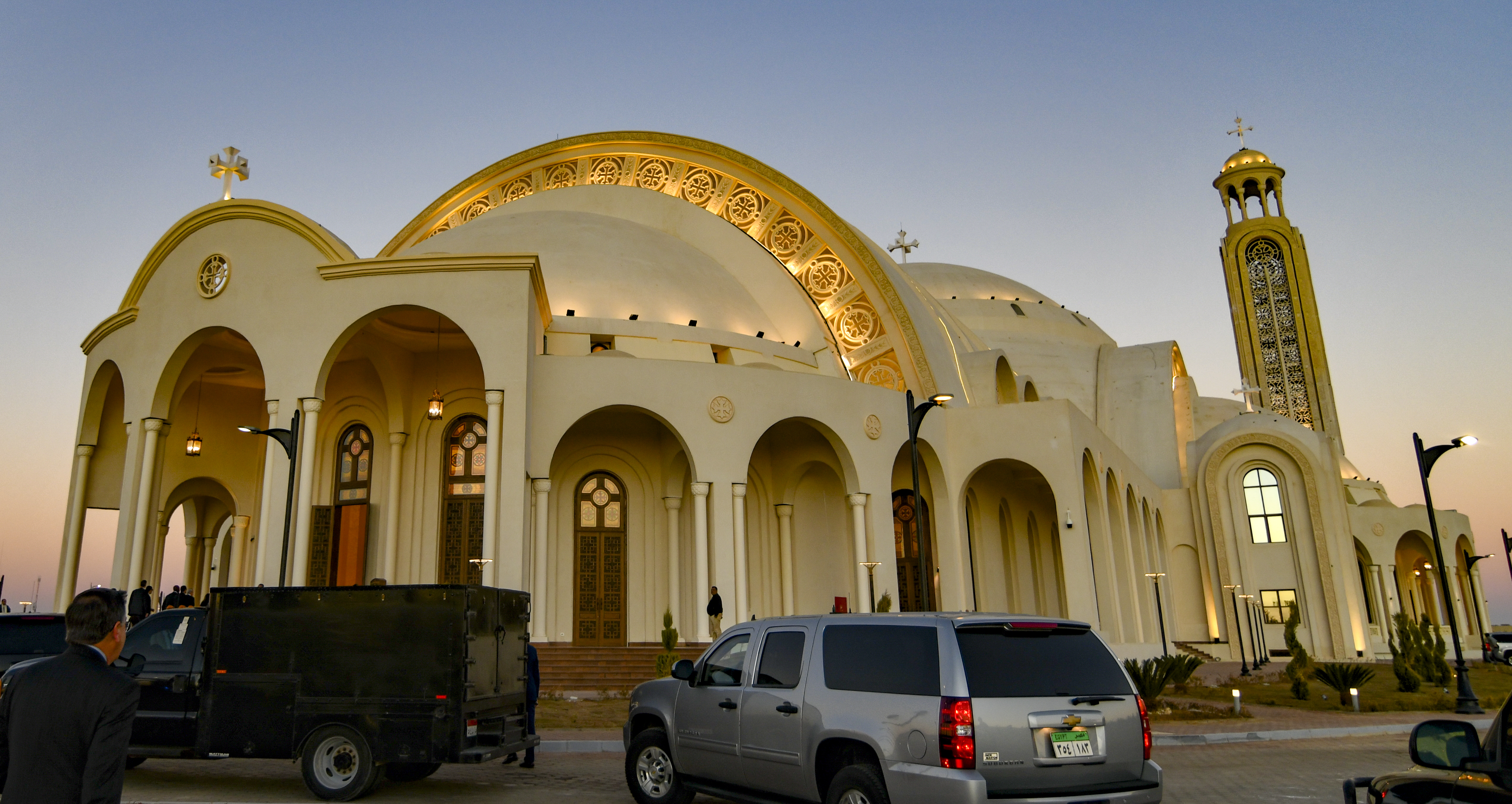
Geboortekathedraal
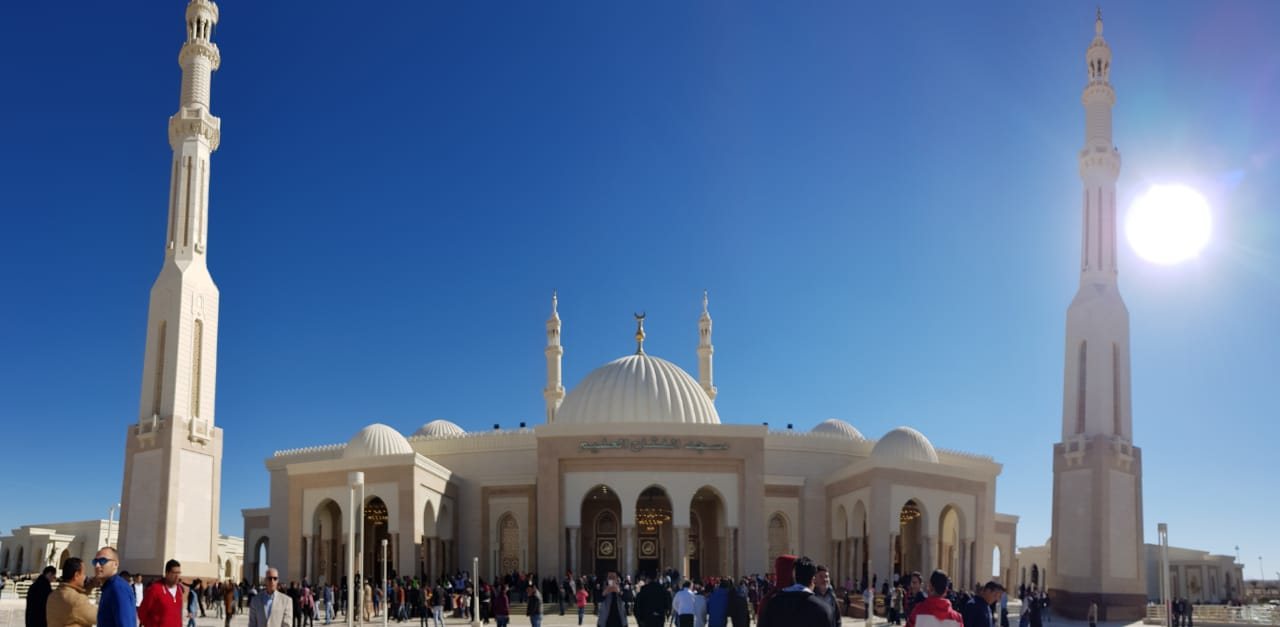
Al-Fattah Al-Aleemmoskee